# Sestav šestih pentagramskih prizem
Sestav šestih pentagramskih prizem  je v geometriji sestav uniformnih poliedrov   s simetrično razporeditvijo šestih pentagramskih prizem, ki so razporejene vzdolž osi s  petkratno vrtilno simetrijo dodekaedra.
Sklic v preglednici na desni se nanaša na seznam sestavov uniformnih poliedrov.

## Sorodni poliedri
Telesa imajo enako razvrstitev oglišč kot uniformni polieder
| rombiikozidodekaeder             | mali dodeciikozidodekaeder         | mali rombidodekaeder                   |
| mali zvezdni prisekan dodekaeder | sestav šestih pentagramskih prizem | sestav dvanajstih pentagramskih prizem |

## Vir
- Skilling, John (1976), »Uniform Compounds of Uniform Polyhedra«, Mathematical Proceedings of the Cambridge Philosophical Society, 79 (3): 447–457, doi:10.1017/S0305004100052440, MR 0397554.